# The Ruff and Reddy Show
Jambo e Ruivão (no original The Ruff and Reddy Show ou Ruff and Reddy) é uma série de desenho animado que foi produzida pela Hanna-Barbera. Jambo é um gato e Ruivão um cachorro, o que não impede que sejam bons amigos. Um personagem coadjuvante era o humano Professor Gizmo.
A primeira exibição foi em Dezembro de 1957 pela NBC. A série foi também a primeira produção para a TV da Hanna-Barbera. Seu sucesso ajudaria a abrir caminho para uma infinidade de novos personagens infantis, que dominaram a programação infantil até meados dos anos 90.
Os episódios seguiam o estilo dos seriados cinematográficos e duravam apenas poucos minutos, e eram em continuação (terminando com um cliffhanger), com repetição de cenas do episódio anterior apresentadas por um narrador. A NBC interrompeu os episódios em 1960, que retornaram em 1962.

## Episódios

### Primeira temporada
| Ep. | Título original                | Título |
| --- | ------------------------------ | ------ |
| 1   | "Planet Pirates"               |        |
| 2   | "Night Flight Fright"          |        |
| 3   | "Whama Bamma Gamma Gun"        |        |
| 4   | "The Mastermind of Muni Mula"  |        |
| 5   | "The Mad Monster of Muni Mula" |        |
| 6   | "Hocus Pocus Focus"            |        |
| 7   | "Muni Mula Mix-Up"             |        |
| 8   | "Creepy Creature Feature"      |        |
| 9   | "The Creepy Creature"          |        |
| 10  | "Surprise in the Skies"        |        |
| 11  | "Crowds in the Clouds"         |        |
| 12  | "Reddy's Rocket Rescue"        |        |
| 13  | "Rocket Ranger Danger"         |        |

### Segunda temporada
| Ep. | Título original                                | Título |
| --- | ---------------------------------------------- | ------ |
| 1   | "Westward Ho Ho Ho"                            |        |
| 2   | "A Slight Fright on a Moonlight Night"         |        |
| 3   | "Asleep While a Creep Steals Sheep"            |        |
| 4   | "Copped by a Copter"                           |        |
| 5   | "The Two Terrible Twins from Texas"            |        |
| 6   | "Killer and Diller in a Chiller of a Thriller" |        |
| 7   | "A Friend to the End"                          |        |
| 8   | "Heels on Wheels"                              |        |
| 9   | "The Whirly Bird Catches the Worms"            |        |
| 10  | "The Boss of Double Cross"                     |        |
| 11  | "Ship Shape Sheep"                             |        |
| 12  | "Rootin' Tootin' Shootin'"                     |        |
| 13  | "Hot Lead for a Hot Head"                      |        |

### Terceira temporada
| Ep. | Título original                  | Título |
| --- | -------------------------------- | ------ |
| 1   | "Pinky the Pint Sized Pachyderm" |        |
| 2   | "Last Trip of a Ghost Ship"      |        |
| 3   | "Irate Pirate"                   |        |
| 4   | "Dynamite Fright"                |        |
| 5   | "Marooned in Typhoon Lagoon"     |        |
| 6   | "Scarey Harry Safari"            |        |
| 7   | "Jungle Jitters"                 |        |
| 8   | "Bungle in the Jungle"           |        |
| 9   | "Miles of Crocodiles"            |        |
| 10  | "A Creep in the Deep"            |        |
| 11  | "Hot Shot's Plot"                |        |
| 12  | "The Gloom of Doom"              |        |
| 13  | "The Trapped Trap the Trapper"   |        |

### Quarta temporada
| Ep. | Título original                          | Título |
| --- | ---------------------------------------- | ------ |
| 1   | "The Treasure of Doubloon"               |        |
| 2   | "Blunder Down Under"                     |        |
| 3   | "The Metal Monster Mystery"              |        |
| 4   | "The Late, Late Pieces of Eight"         |        |
| 5   | "The Goon of Doubloon Lagoon"            |        |
| 6   | "Two Dubs in a Sub"                      |        |
| 7   | "Big Deal with a Small Seal"             |        |
| 8   | "A Real Keen Submarine"                  |        |
| 9   | "No Hope for a Dope on a Periscope"      |        |
| 10  | "Rescue in the Deep Blue"                |        |
| 11  | "A Whale of a Tale of a Tail of a Whale" |        |
| 12  | "Welcome Guest in a Treasure Chest"      |        |
| 13  | "Pot Shot Puts Hot Shot on a Hot Spot"   |        |

## Dubladores

### NosEstados Unidos
- Jambo (Ruff): Don Messick
- Ruivão (Reddy): Daws Butler
- Professor Gizmo: Don Messick
- Narrador: John Stephenson

### No Brasil
- Jambo: Roberto Barreiros e Gastão Renné
- Ruivão: Roberto Barreiros e Gastão Renné
- Professor Gizmo: Older Cazarré e Waldir de Oliveira
- Narrador: Luiz Pini
- Versão Brasileira: AIC, São Paulo